# 윤원필
윤원필(尹元弼, 1496년 ~ 1547년 5월 9일)은 조선 중기의 무신이자 외척, 군인으로, 본관은 파평, 자(字)는 인재(隣哉)이고, 아호는 미상이다. 파산부원군(坡山府院君) 윤지임의 아들이며 조선 중종의 제2계비 문정왕후의 친정 오빠이고, 인종의 후궁 숙빈 윤씨의 삼촌이다. 윤원형, 윤원로의 친형이다. 본관은 파평(坡平)이다.
윤원형, 윤원로 등과 달리 그가 적극적으로 나선 행적은 나타나지 않으나, 윤원로와 윤원형 간의 갈등 끝에 윤원량(尹元亮)도 언급되고, 아들 윤위도 파직되었다가 복직되었다. 윤원로가 두 번의 파면 끝에 1547년(명종 2) 제거되자, 그해 1월 그도 관직에서 물러났고 곧 사망했다. 모계로는 포은 정몽주의 외6대손이 된다. 교하군 와동면(현, 파주시 교하동 당하리 출신)

## 생애

### 생애 초반
할아버지는 내자시판관으로 증 돈녕부영사에 추증된 윤욱이고, 할머니는 영일 정씨로, 문충공 포은 정몽주(鄭夢周)의 증손자인 사헌부감찰 정제(鄭濟)의 딸이다. 아버지는 영돈녕부사 파산부원군 증 영의정 윤지임이고, 어머니는 전성부부인 전의 이씨(全城府夫人 全義李氏)로, 관찰사를 지낸 이석숭(李德崇)의 딸이다. 윤원형, 윤원로의 친형이고, 문정왕후는 그의 여동생이었다. 교하군 와동 출신.
좌의정 정정공 윤번의 5대손으로, 윤번의 다른 아들로 그의 종고조부인 윤사분은 장경왕후의 증조부이자 윤임의 증조부, 윤여필, 윤여해의 할아버지가 된다.
사포별제(司圃別提)로 관직에 나가 돈녕부직장(敦寧直長)，북부(北部)와 종부시주부(宗簿侍主簿), 장원서주부, 장원서장원 등을 지냈다. 일찍부터 이조판서 황헌(黃憲) 같은 이들은 윤원필(尹元弼)·윤원로(尹元老)를 풍요한 관사(官司)에 임명하면서 외척인 사람은 원하는 것을 만족시켜야 한다며 아첨하였다.
외직으로 금성현령(金城縣令)으로 나갔다가 상을 당하여 사직하여 3년상을 마쳤다. 그뒤 우위솔(右衛率)을 거쳐 종묘서령(宗廟署令), 장예원의 찬의(贊儀)，사의(司議), 군자첨정(軍資僉正) 등을 거쳐，개성부경력(開城府經歷)으로 부임하여 임기가 만료되어 돌아왔다.

### 생애 후반
1534년(중종 38년) 아버지 윤지임의 상을 당하여 관직에서 물러났다가 3년상을 탈상한 후 복직하였다. 이후 사섬서첨정(司瞻署僉正)，광흥창수(廣興創守)，선공감, 예빈시, 사복시부정(副正)，돈녕부정(敦寧府正), 상의원정을 역임하였다.
1545년(명종 즉위) 명종 즉위 직후 윤원형, 윤원로, 이기, 정순붕 등이 을사사화로 대윤 등을 제거하자 1546년(명종 1) 위사원종공신(衛社原從功臣)으로 녹훈되면서 절충장군(折衝將軍), 행용양위대호군 겸오위도총부내승(龍驤衛大護軍 兼五衛都摠府內乘)을 제수받았다. 윤원형과 윤원로 사이에 알력이 생기자 갈등 끝에 윤원량(尹元亮)의 이름도 언급되었다. 1545년 윤원로가 파직당할 때 그의 아들 현감 윤위(尹緯)도 파직되었다가 그해 12월 1일 복직했다. 그는 을사사화 이전부터 그는 집에서 거의 두문불출하고 뿔(角)으로 된 담장을 높이 쌓고 오래 칩거했다 한다.
1546년(명종 1년) 2월 9일 원종공신 자격으로 왕명으로 1계급 특진하였다. 도총부 내승직에서 먼저 사퇴한 뒤 용양위대호군직도 사퇴했다. 윤원로가 두번 파직당하고 정계에서 제거되자 1547년 1월 그도 관직을 버리고 낙향하였다.
윤원형과 윤원로 사이에 갈등이 생기자 윤원로가 제거되기 직전에 벼슬을 내놓고 낙향한 것을 두고 그의 직계 10대손으로 조선 영조, 정조 때의 인물인 무명자(無名子) 윤기(尹愭)는 '10대조 참판공(參判公)은 동기간(同氣間)에 지극히 난처하여 화를 면하기 어려운 처지에 놓여 있었으나 명철하게 처신하여 벼슬을 내놓고 미련 없이 물러났다'고 평가하기도 했다. 물러난지 얼마 안 되어 그해 5월 9일 교하의 사저에서 병으로 사망하였다.

### 사후
그가 죽자 왕실에서는 부의를 하사하였다. 이듬해 윤원로가 사약을 받고 죽은 뒤, 명종이 그 부의를 내릴 때 윤원필(尹元弼)의 예(例)에 의거해서 사급(賜給)하라고 지시한 기사가 나타난다.
사후에 본인의 원종공신 공로에 의해 증 가선대부 호조참판 겸 지의금부사로 증직되었다. 묘는 경기도 교하군 와동면 당하리(현, 파주시 당하동) 정정공 일가 묘역에 아버지 윤지임과 부부인 이씨 묘소 근처 윗편 언덕 에 부인 경주정씨와 합장되어 있다.

## 가족 관계
- 고조부 : 윤사흔(尹士昕), 그의 동생 윤사분의 증손이 대윤 윤임이다.
- 증조부 : 윤계겸(尹繼謙)
- 할아버지 : 윤욱(尹頊)
- 아버지 윤지임(尹之任)
  - 형 : 윤원개(尹元凱)
    - 조카 : 윤기(尹紀)
    - 조카 : 윤강(尹綱)
    - 조카 : 윤씨, 구윤(具潤)의 처

  - 형 : 윤원량(尹元亮)
    - 조카 : 윤소(尹紹, 1515년-1544년) 군수 역임
    - 조카 : 윤찬(尹纘)
    - 조카 : 윤치(尹緻)
    - 조카 : 숙빈 윤씨(淑嬪 尹氏), 인종의 후궁

  - 동생 : 윤원로(尹元老)
    - 조카 : 윤백원(尹百源)
    - 조카 : 윤천원(尹千源)
    - 조카 : 윤만원(尹萬源)

  - 동생 : 윤원형(尹元衡)
    - 조카 : 윤계(尹繼)
    - 조카 : 윤효원(尹孝源)
    - 조카 : 윤충원(尹忠源)
    - 조카 : 윤담연(尹覃淵)

  - 여동생 : 문정왕후, 중종의 셋째 부인
    - 조카 : 의혜공주
    - 조카 : 효순공주
    - 조카 : 경현공주
    - 조카 : 명종
    - 조카 : 인순공주
- 부인 : 경주정씨, 정찬(鄭纘)의 딸
  - 장남 : 윤윤(尹綸)
  - 차남 : 윤위(尹緯)
  - 삼남 : 윤회(尹繪)
  - 사남 : 윤집(尹緝)

## 기타
- 대윤의 영수 윤임, 장경왕후는 아버지 윤지임과는 8촌간으로, 윤임은 그에게는 9촌 아저씨뻘이 된다.

여동생은 문정왕후로 중종의 셋째 계비였고, 형 윤원량의 딸은 인종의 후궁인 숙빈 윤씨였다.

## 같이 보기
| - 문정왕후 - 윤원형 - 윤원로 - 윤백원 - 윤지임 - 정희왕후 - 윤사분 - 윤사흔 - 윤임 - 장경왕후 - 숙빈 윤씨 | - 정몽주 - 윤여해 - 윤여필 - 윤번 - 정현왕후 - 이량 - 이기 - 심통원 - 심의겸 |

## 참고 자료
- 중종실록, 명종실록, 대동야승, 호음잡고, 연려실기술
- 정사룡, 有明朝鮮國 折衝將軍龍驤衛大護軍尹公墓碣銘
- 무명자집

1. ↑  중종실록 104권, 중종 39년 8월 9일 을해 4번째기사, 1544년 명 가정 23년 사헌부가 경주 부윤 권찬의 품계 개정과 우찬성 황헌의 교체를 청하였으나 허락하지 아니하다
2. ↑  명종실록 3권, 명종 1년 2월 9일 병신 1번째기사 1546년 명 가정(嘉靖) 25년 상진·임권·지세방·구수담 등에게 각각 한 자급씩 올려주다
3. ↑  명종실록 7권, 명종 3년 1월 22일 기해 1번째기사 1548년 명 가정(嘉靖) 27년 윤원로에게 별치부하게 하다